# Кустос (професія)
Кусто́с або кусто́ш (від лат. custos — охорона, лат. custodis — охоронець) у мистецтві, бібліотекарстві, архівній справі — працівник відділу музею, бібліотеки чи архіву, який опікується збірками творів мистецтва, книг, документів. Він інвентаризує, документує, описує об'єкти зберігання: книги, музейні експонати, документи; слідкує за їхнім фізичним станом та умовами зберігання; проводить наукові дослідження об'єктів, тому повинен мати відповідну освіту й фахову кваліфікацію.